# Boʻkantov
Boʻkantov (Bukantau; uzb.: Boʻkantov togʻlari; ros.: Букантау, Bukantau) – masyw górski na pustyni Kyzył-kum, w północnym Uzbekistanie. Najwyższy szczyt, Irlir, osiąga 764 m n.p.m. Masyw zbudowany z łupków, wapieni i skał magmowych (granity i granodioryty). Szczyty są płaskie. W dolnych partiach występują źródła wykorzystywane do nawadniania.